# Serge Gnabry
Serge David Gnabry (n. 14 iulie 1995, Stuttgart, Germania) este un fotbalist german, care în prezent joacă la Bayern München în Bundesliga pe postul de extremă dreapta.

## Carieră internațională

### Debut
La 4 noiembrie 2016, Gnabry a primit prima sa șansă la echipa germană. Șapte zile mai târziu, a marcat trei goluri la debutul său într-o calificare a Cupei Mondiale din 2018 cu  San Marino, într-o victorie cu 8-0 în deplasare. La 9 octombrie 2019, în timpul unei remize internaționale amicale cu 2-2 cu Argentina, Gnabry a devenit cel mai rapid jucător în a marca 10 goluri pentru națională, făcând acest lucru în cea de-a 11-a apariție și doborând recordul lui Miroslav Klose cu 2 jocuri diferență.

### Goluri internaționale
| #   | Dată              | Arena                                      | Oponent         | Scor | Rezultat | Competiție                                             |
| --- | ----------------- | ------------------------------------------ | --------------- | ---- | -------- | ------------------------------------------------------ |
| 1.  | 11 noiembrie 2016 | San Marino Stadium, Serravalle, San Marino | San Marino      | 2–0  | 8–0      | Calificările pentru Campionatul Mondial de Fotbal 2018 |
| 2.  | 11 noiembrie 2016 | San Marino Stadium, Serravalle, San Marino | San Marino      | 4–0  | 8–0      | Calificările pentru Campionatul Mondial de Fotbal 2018 |
| 3.  | 11 noiembrie 2016 | San Marino Stadium, Serravalle, San Marino | San Marino      | 6–0  | 8–0      | Calificările pentru Campionatul Mondial de Fotbal 2018 |
| 4.  | 15 noiembrie 2018 | Red Bull Arena, Leipzig, Germania          | Rusia           | 3–0  | 3–0      | Amical                                                 |
| 5.  | 24 martie 2019    | Johan Cruijff Arena, Amsterdam, Olanda     | Țările de Jos   | 2–0  | 3–2      | Preliminariile Campionatului European de Fotbal 2020   |
| 6.  | 11 iunie 2019     | Opel Arena, Mainz, Germania                | Estonia         | 2–0  | 8–0      | Preliminariile Campionatului European de Fotbal 2020   |
| 7.  | 11 iunie 2019     | Opel Arena, Mainz, Germania                | Estonia         | 6–0  | 8–0      | Preliminariile Campionatului European de Fotbal 2020   |
| 8.  | 6 septembrie 2019 | Volksparkstadion, Hamburg, Germania        | Țările de Jos   | 1–0  | 2–4      | Preliminariile Campionatului European de Fotbal 2020   |
| 9.  | 9 septembrie 2019 | Windsor Park, Belfast, Irlanda de Nord     | Irlanda de Nord | 2–0  | 2–0      | Preliminariile Campionatului European de Fotbal 2020   |
| 10. | 9 octombrie 2019  | Signal Iduna Park, Dortmund, Germania      | Argentina       | 1–0  | 2–2      | Amical                                                 |
| 11. | 19 noiembrie 2019 | Waldstadion, Frankfurt, Germania           | Irlanda de Nord | 1–1  | 6–1      | UEFA Euro 2020 qualification                           |
| 12. | 19 noiembrie 2019 | Waldstadion, Frankfurt, Germania           | Irlanda de Nord | 3–1  | 6–1      | UEFA Euro 2020 qualification                           |
| 13. | 19 noiembrie 2019 | Waldstadion, Frankfurt, Germania           | Irlanda de Nord | 4–1  | 6–1      | UEFA Euro 2020 qualification                           |

## Palmares

### Club
Bayern München
- Bundesliga: 2018–19, 2019–20, 2020–21, 2021–22, 2022–23
- DFB-Pokal: 2018–19, 2019–20
- DFL-Supercup: 2020, 2021, 2022
- Liga Campionilor UEFA: 2019–20
- Supercupa Europei UEFA: 2020
- Cupa Mondială a Cluburilor FIFA: 2020